# Parti démocrate - demokraci.pl
Pour les articles homonymes, voir Parti démocrate.
Ne pas confondre avec Parti démocratique (Stronnictwo Demokratyczne) (créé en 1939)
Le Parti démocrate (en polonais, Partia Demokratyczna, PD, également demokraci.pl) est un ancien parti politique polonais de centre gauche, fondé le 7 mai 2005 qui regroupait des membres n'ayant pas rejoint la Plateforme civique de l'ancienne Union pour la liberté (UW), dont il assure la continuité juridique, et d'anciens membres de l'Alliance de la gauche démocratique (SLD). Il est dissous le 12 novembre 2016 et remplacé par l'Union des démocrates européens.

## Historique

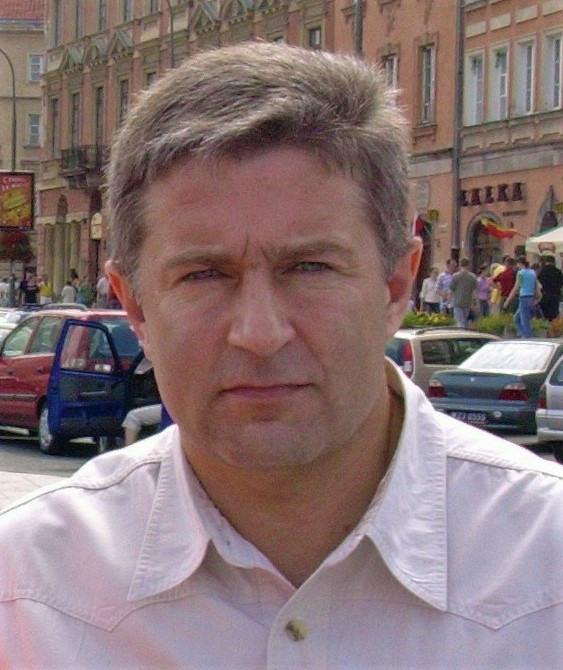
Władysław Frasyniuk, président du parti entre 2005 et 2006.

Le Parti démocrate est fondé à l'initiative de Władysław Frasyniuk, alors président de l'Union pour la liberté, ainsi que par Jerzy Hausner, Tadeusz Mazowiecki et Janusz Steinhoff (pl). Annoncée en février 2005, la création officielle intervient le 7 mai suivant. Le Parti est alors rejoint par Marek Belka, Premier ministre, ancien membre de l'Alliance de la gauche démocratique (SLD).
En septembre 2006, il rejoint la coalition Gauche et démocrates avec trois autres partis sociaux-démocrates. Lors des élections parlementaires du 21 octobre 2007, la coalition décroche la troisième place et le Parti démocrate obtient trois sièges à la Diète. Après la dissolution de la coalition en mars 2008, les trois députés forment leur propre groupe parlementaire.
Pour les élections européennes de 2014, il choisit de s'associer à la coalition de centre gauche Europa plus Twój Ruch (Europe Plus Ton mouvement), qui ne réunit finalement que 252 699 voix, soit 3,57 % des votants au niveau national.
En 2015, il soutient à la présidentielle la candidature du président sortant Bronisław Komorowski, battu par le candidat de droite Andrzej Duda. Lors des élections parlementaires, aucun de ses candidats - présents sur des listes de gauche ou de centre gauche - n'est élu.
En novembre 2016, le Parti démocrate décide de fusionner avec l'association « Démocrates européens » (pl) (Stowarzyszenie “Europejscy Demokraci”), constituée par des dissidents de la Plateforme civique comme Jacek Protasiewicz, Ewa Hołuszko (pl), Michał Kamiński, Stefan Niesiołowski pour devenir l'Union des démocrates européens.

## Dirigeants

### Présidents
| 2005-2006 | Władysław Frasyniuk |
| 2006-2009 | Janusz Onyszkiewicz |
| 2009-2012 | Brygida Kuźniak     |
| 2012-2015 | Andrzej Celiński    |
| 2015-2016 | Elżbieta Bińczycka  |